# Stidia
Stidia (em árabe: ستيدية) é uma cidade e comuna localizada na província de Mostaganem, Argélia. Segundo o censo de 2008, a população total da cidade era de 11 965 habitantes.

## Situação

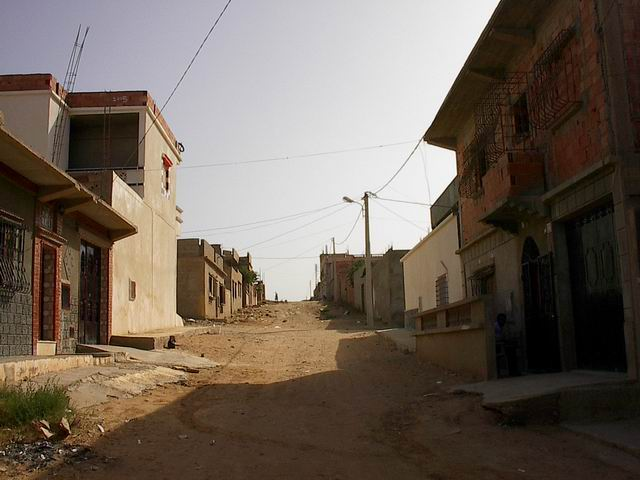
Uma rua em Stidia.

Stidia está localizada a 15 quilômetros (9,3 milhas) de Mostaganem, a capital da província e 65 quilômetros (40 milhas) de Orã, a segunda maior cidade do país. Uma rodovia de quatro pistas liga as duas cidades, através de Stidia. A cidade está localizada no meridiano de Greenwich.

## Nome
O nome de Stidia deriva de uma antiga fonte chamada Aïn Stidia. A cidade foi primeiramente chamada de La Stidia, antes de ser renomeada de Georges Clémenceau pelos franceses, depois da Primeira Guerra Mundial. De acordo com Salim Ammar que nasceu no território de Stidia, esta cidade foi chamada no século XV pelos mouros ESTEJA em homenagem à sua cidade perdida na Andaluzia, a real Écija. Mais tarde, no século XIX, os colonos alemães mal pronunciavam o nome em árabe e tornou-se Stidia ou Stidya.

## História

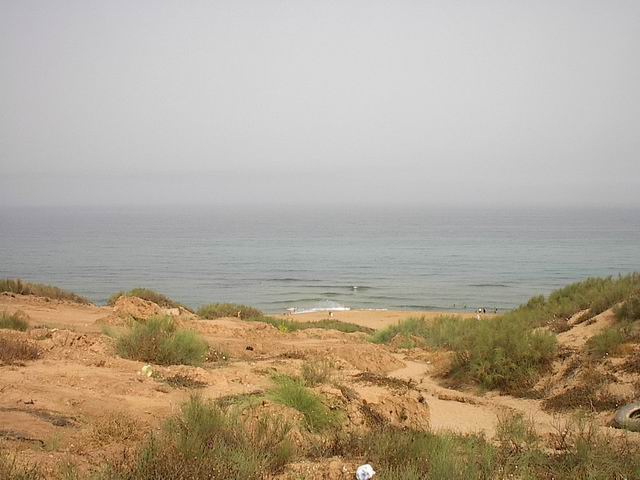
Uma praia em Stidia.

Antes da fundação do assentamento europeu descendo a colina, os mouros que haviam sido expulsos da Espanha, depois de 1942, fundaram a original Stidia na colina e é chamada agora "Douar" Stidia para diferencia-lo de "Vila" Stidia, que é a parte construída durante a ocupação francesa. A influência mourisca é óbvia no território de Stidia e Fornaka. Os grupos étnicos que vivem no território mantenham a lembrança da história épica da luta contra as cruzadas espanholas. Embora a fonte Aïn Stidia existe há algum tempo, a cidade foi fundada em 1846, pelos colonos alemães que tentaram emigrar para a América do Sul, mas foram dirigidos para a Argélia, depois de terem sidos abandonados em Dunquerque, na França, por um transportador desonesto. Embora a Argélia era uma colônia francesa na época, os habitantes continuaram a falar alemão até sobre a Primeira Guerra Mundial. Com a independência da Argélia em 1962, a cidade foi renomeada de Stidia (de Georges Clémenceau).

## Demografia

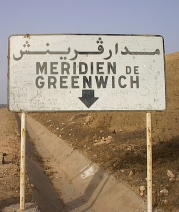
Meridiano de Greenwich, em Stidia.

- 1866: 486
- 1958: 1.301
- 2002: 11.500

## Atrações

### Praias
As praias na região de Stidia atraem muitos turistas (principalmente argelinos de Mostaganem e arredores) durante o verão. Embora não sejam um dos melhores da costa oeste da Argélia, eles ainda oferecem boas oportunidades de recreação. Muitas vezes existe um estacionamento vigiado (por uma pequena taxa) em frente à praia. O mais próximo alojamento está a 15 quilômetros de Mostaganem, ou, em maior medida, a 65 quilômetros de Orã. Não existem hotéis na Stidia.

### Meridiano de Greenwich
Uma placa indica a passagem do meridiano de Greenwich, na rodovia de Mostaganem-Orã.